# Siegfried von Schönfeldt

Stammwappen derer von Schönfeldt

Siegfried von Schönfeldt, auch Schönfeld, (* 1486 in Löbnitz; † 31. Oktober 1569 ebenda) war ein deutscher Rittergutsbesitzer in Sachsen und in Thüringen.

## Herkunft
Er stammte aus dem sächsischen Adelsgeschlecht von Schönfeldt und war der Sohn des Rittergutsbesitzers Georg von Schönfeldt. Ave von Schönfeld war seine Schwester. Nach dem Tod des Vaters übernahm er gemeinsam mit seinem Bruder Seyfried Georg Dippold von Schönfeldt den väterlichen Besitz, insbesondere das in Sachsen gelegene Rittergut Löbnitz. Durch Eheschließung 1517 war Siegfried von Schönfeldt auch in den Besitz von Schloss Großkochberg mit Landbesitz rings um Rudolstadt gelangt. Kochberg hielten die Erben, Johann Theobald d. Ä. von Schönfeldt, sowie dessen Sohn Georg Christian von Schönfeldt (1644–1691) noch einige Generationen.
Schönfeldt war wesentlich am Neubau des Schlosses Löbnitz auf dem dortigen Wirtschaftshof beteiligt, der später zur Unterteilung von Löbnitz in einen Schloss- und in einen Hofteil führte. Während der Schlossteil bis 1945 im Besitz der Familie von Schönfeld blieb, wurde der Hofteil nach 1820 verkauft.